# CP12 José Olaya
CP12 José Olaya es un caserío peruano ubicado en el distrito de Tambogrande, perteneciente a la provincia y departamento de Piura, al norte del Perú. 

## Ubicación
CP12 José Olaya se ubica al norte de la provincia de Piura, en el distrito de Tambogrande, en el departamento de Piura.

## Demografía
En 2017 CP12 José Olaya tenía una población de 402 habitantes.